# 唐纳德·伯吉斯
唐纳德·伯吉斯（英語：Donald Burgess，1933年2月8日—），英国男子自行车运动员。他曾代表英国参加1952年和1956年夏季奥林匹克运动会自行车比赛，获得二枚铜牌，均来自男子团体追逐赛项目。